# Calo

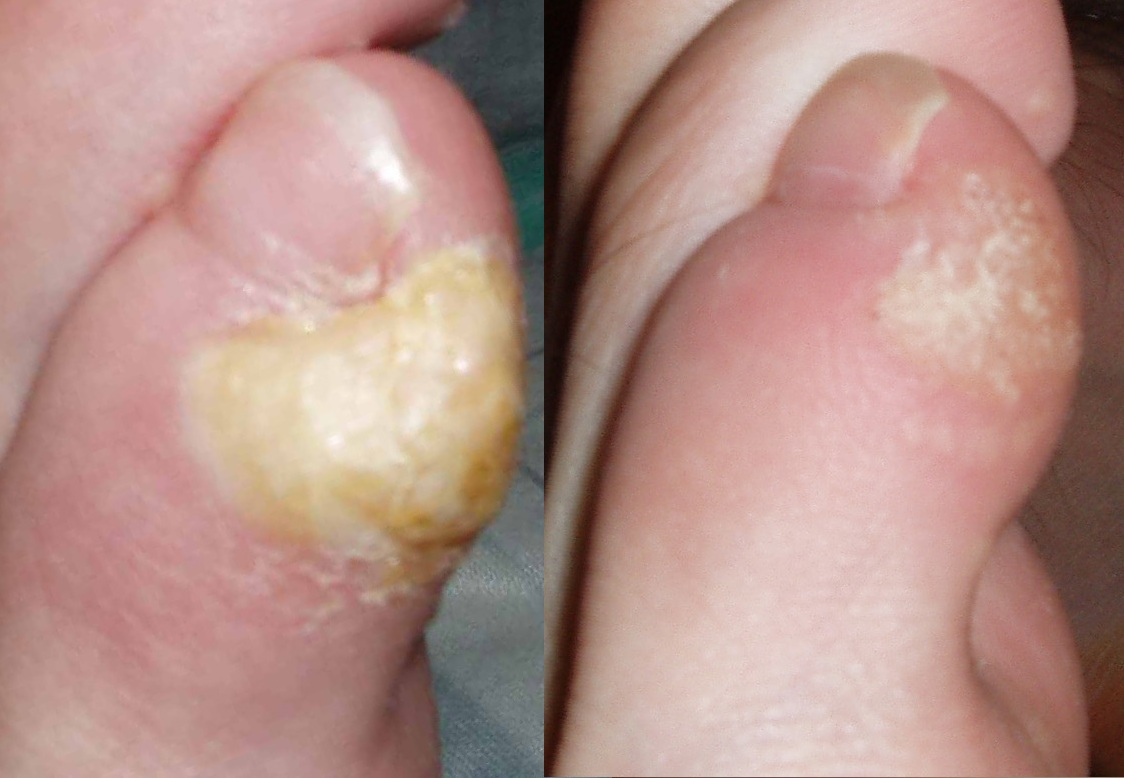
Evolução de um calo

Na dermatologia, um calo é uma área dura de pele que se tornou grossa e rígida como uma resposta a repetidos contatos, pressões e movimentos. Na botânica, o termo também é utilizado com uma condição de rigidez em superfícies de plantas ou folhas. Já que o contato repetido é necessário para a existência do calo, o local mais comum para ocorrência é nas mãos e pés. Os calos geralmente não são nocivos, mas podem ser a fonte de outros problemas, como a infecção. 
Sapatos apertados podem frequentemente causar calos nos pés. Músicos que tocam instrumentos de cordas desenvolvem calos em seus dedos devido ao contato com as cordas, mas estes calos são muito desejáveis pelos músicos, já que eles ajudam a aliviar a dor da tensão das cordas. O mesmo acontece com fisiculturistas, que desenvolvem calos nas palmas de suas mãos, aliviando a pressão contra elas dos halteres ou estudantes de escolas ou faculdades que acabam ganhando calos em certas regiões dos dedos onde seguram o lápis ou caneta para escrever.

## Tratamento
Os calos apresentam três formas clínicas distintas: helomas, tilomas e hiperqueratosianas. 
Dependendo das suas características e da forma como são tratados, podem ou não deixar alterações cutâneas visíveis e sintomáticas, mas de uma forma geral é possível eliminá-los de forma a que a pele adquira o seu aspecto e integridade normais.
É importante perceber que os calos surgem em zonas de maior pressão e/ou fricção e são um mecanismo natural de defesa da própria pele em resposta a estas alterações.

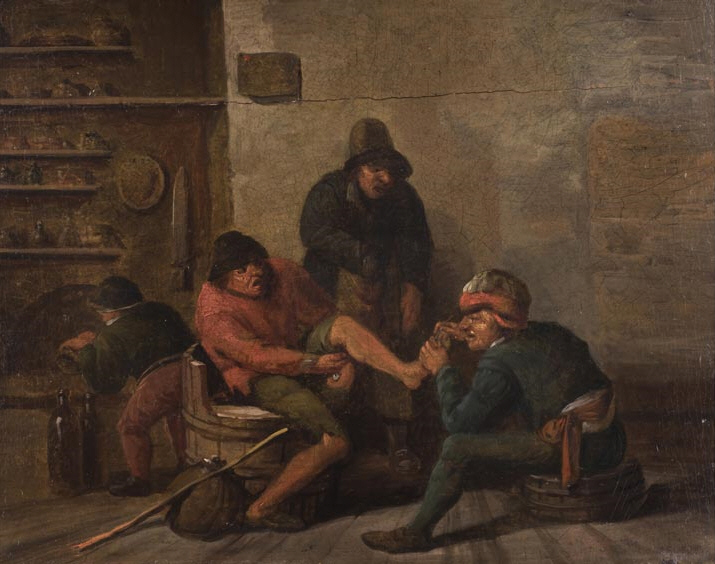
Paciente com calo no barbeiro-cirurgião. Pintura do século XVII, atribuída a Joos van Craesbeeck.

Desta forma só é possível tratar definitivamente um calo ou calosidade se for tratada a alteração que o origina, seja ela externa (calçado inadequado), ou interna, como uma alteração estrutural do pé (óssea). 
Em qualquer uma das situações a intervenção de um podólogo é necessária uma vez que, para além da eliminação do calo ou calosidade, pode prevenir o aparecimento da mesma através da confecção de ortóteses digitais (normalmente de silicone) e ortóteses plantares (vulgarmente denominadas de 'palmilhas'), que são os tratamentos mais indicados para evitar o reaparecimento destas patologias e tratá-las de forma definitiva.
Contudo, existem cremes queratolíticos e emolientes que ajudam a reequilibrar a pele. Podem ser usados em formas simples de calosidades ou como coadjuvantes de outros tratamentos em formas clínicas mais complexas.
É importante lembrar que só se elimina um calo ou calosidade, eliminando-se a causa (atrito, fricção) local, seja causada pela estrutura óssea ou por calçados inadequados.